# سنت چارلز (میزوری)
سنت چارلز (به انگلیسی: Saint Charles) شهری در شهرستان سنت چارلز ایالت میزوری است که جمعیت آن در سرشماری سال ۲۰۱۰ میلادی ۶۵۷۹۴ نفر بوده است.